# Jesús Martínez
Jesús Martínez Díez (1952. június 7. – ) mexikói válogatott labdarúgó. 

## Pályafutása

### Klubcsapatban
1975 és 1976 között a Santos Laguna, 1976 és 1980 között a Club América játékosa volt. 

### A válogatottban
1978-ban 2 alkalommal szerepelt az mexikói válogatottban. Részt vett az 1978-as világbajnokságon, ahol a Tunézia és az NSZK elleni csoportmérkőzésen pályára lépett.